# Смитс, Джимми
Джи́мми Л. Смитс  (англ. Jimmy L. Smits; род. 9 июля 1955, Бруклин, Нью-Йорк, США) — американский актёр кино и телевидения, лауреат премий «Золотой глобус» и «Эмми», получивший известность благодаря ролям в сериалах «Закон Лос-Анджелеса», «Полиция Нью-Йорка», «Западное крыло», «Декстер», «Сыны анархии».

## Биография
Смитс родился в Бруклине, Нью-Йорк. Его отец, Корнелиус Смитс, был суринамским иммигрантом голландского происхождения, который работал на заводе трафаретной печати. Его мать, Эмилина, была медсестрой пуэрто-риканского происхождения. Смитс был воспитан в строго римско-католической семье. У него есть две сестры — Ивонн и Диана; в детстве Джимми некоторое время проводил в Пуэрто-Рико. Смитс получил степень бакалавра в Бруклинском колледже в 1980 году и Магистра изящных искусств в Корнеллском университете в 1982 году.
Полное имя Смитса — не «Джим» или «Джеймс», а «Джимми» — это на самом деле его имя при рождении.

### Личная жизнь
Джимми Смитс был женат на Барбаре Смитс с 1981 по 1987 год. У них двое детей — Тайна (род. в 1973) и Хоакин (род. в 1983). С 1986 года Смитс был в отношениях с актрисой Вандой Де Джисус. Джимми живёт в Лос-Анджелесе.
В 2001 году Смитс был арестован из-за участия в протестах против ВМС США на острове Вьекес.

## Фильмография
| Год       |    | Русское название                         | Оригинальное название                      | Роль                         |
| --------- | -- | ---------------------------------------- | ------------------------------------------ | ---------------------------- |
| 1984      | с  | Полиция Майами                           | Miami Vice                                 | Эдди Ривьера                 |
| 1986—1992 | с  | Закон Лос-Анджелеса                      | L.A. Law                                   | Виктор Сифуэнтес             |
| 1991      | ф  | Подмена                                  | Switch                                     | Уолтер Стоун                 |
| 1993      | тф | Томминокеры                              | The Tommyknockers                          | Джим «Гард» Гарденер         |
| 1994      | тф | Малыш Сиско                              | The Cisco Kid                              | Сиско                        |
| 1994—2004 | с  | Полиция Нью-Йорка                        | NYPD Blue                                  | Бобби Симоне                 |
| 1995      | ф  | Моя семья                                | My Family                                  | Джимми                       |
| 2000      | ф  | Спаси и сохрани                          | Bless the Child                            | агент Джон Трэвис            |
| 2000      | ф  | Отель «Миллион долларов»                 | The Million Dollar Hotel                   | Джеронимо                    |
| 2002      | ф  | Звёздные войны. Эпизод II: Атака клонов  | Star Wars Episode II: Attack of the Clones | сенатор Бэйл Органа          |
| 2004—2006 | с  | Западное крыло                           | The West Wing                              | Мэтт Сантос                  |
| 2005      | ф  | Звёздные войны. Эпизод III: Месть ситхов | Star Wars Episode III: Revenge of the Sith | сенатор Бэйл Органа          |
| 2007      | ф  | Жизнь по Джейн Остин                     | The Jane Austen Book Club                  | Дэниел                       |
| 2008      | с  | Декстер                                  | Dexter                                     | Мигель Прадо                 |
| 2009      | ф  | Мать и дитя                              | Mother and Child                           | Пако                         |
| 2012—2014 | с  | Сыны Анархии                             | Sons of Anarchy                            | Неро Падилья                 |
| 2016      | ф  | Изгой-один. Звёздные войны: Истории      | Rogue One                                  | сенатор Бэйл Органа          |
| 2016      | с  | Отжиг                                    | The Get Down                               | Франсиско «Папа Фуэрте» Крус |
| 2016—2017 | с  | Бруклин 9-9                              | Brooklyn Nine-Nine                         | Виктор Сантьяго              |
| 2017      | с  | 24 часа: Наследие                        | 24: Legacy                                 | Джон Донован                 |
| 2017—2018 | с  | Как избежать наказания за убийство       | How to Get Away with Murder                | доктор Айзек Роа             |
| 2020      | ф  | На высоте                                | In the Heights                             | Кевин Розарио                |
| 2022      | с  | Оби-Ван Кеноби                           | Obi wan kenobi                             | Сенатор Бейл Органа          |

## Награды и номинации
- Премия «Золотой глобус» за лучшую мужскую роль в драматическом телесериале (1996) — «Полиция Нью-Йорка»[1].